# Ourossogui
Ourossogui albo Ouro Sogui – miasto w Senegalu, w regionie Matam. Według danych szacunkowych na rok 2007 liczy 16 144 mieszkańców. W czasach kolonialnych miejscowość istniała w cieniu pobliskiego Matam, jednak kiedy wybudowano szosę wzdłuż koryta rzeki Senegal, a Matam straciło na ważności jako port rzeczny, Ourossogui zaczęło się prężnie rozwijać jako jeden z ważniejszych ośrodków handlowych i węzłów komunikacyjnych regionu.